# Sold Out Dates (Gunna e Lil Baby)
Sold Out Dates è un singolo del rapper statunitense Gunna, pubblicato il 17 aprile 2018.

## Tracce
1. Sold Out Dates – 2:46